# Parlamento de Navarra
El Parlamento de Navarra (en euskera Nafarroako Parlamentua), también conocido como Cortes de Navarra (Nafarroako Gorteak), es el órgano legislativo de la Comunidad Foral de Navarra.

## Historia
El Parlamento fue creado por el Amejoramiento de 1982, que —tras la democratización de las instituciones existentes hasta entonces— suponía la actualización del régimen foral conforme a la Constitución de 1978.
Desde su creación y durante el franquismo, había seguido existiendo la Diputación Provincial de Navarra que, tal como fue definida en la Ley de Modificación de Fueros de 1841, se componía por siete diputados, elegidos por las cinco merindades —las merindades más pobladas elegían dos diputados y las restantes uno—. Existía desde 1898 un órgano asesor en materias financieras y de administración municipal, el Consejo Foral Administrativo.
Una vez iniciada la transición a la democracia, se planteó la incorporación de Navarra a una comunidad autónoma común con las tres provincias vascas. Después de arduas negociaciones a tres bandas entre el PSOE, el PNV y la UCD, se llegó a decisión de que la incorporación de Navarra a la preautonomía vasca se dejaría en manos del «órgano foral competente» mediante un decreto-ley promulgado el 4 de enero de 1978. Mediante otro decreto ley del mismo día, la determinación del órgano foral sería efectuada por el Gobierno y la Diputación Foral de Navarra posteriormente.
A partir de 1977 por diversas fuerzas políticas se venía proponiendo la democratización de las instituciones forales, como paso previo a la actualización del régimen foral, y se contemplaba la elección democrática de un Consejo Foral que tuviera funciones de control sobre la Diputación. En 1978 UCD sugirió que el Consejo Foral estuviese integrado por 119 consejeros, 50 elegidos por sufragio universal y 60 por los ayuntamientos, a los que se añadirían los cinco diputados al Congreso y los cuatro senadores elegidos en Navarra, lo cual no fue finalmente aceptado. En 1979 el Consejo Foral es sustituido por un Parlamento Foral compuesto por 70 miembros elegidos por sufragio universal, y en las mismas elecciones se designa a la nueva Diputación Foral.
Finalmente, el Amejoramiento establece la institución del Parlamento o Cortes de Navarra como asamblea legislativa de Navarra en el artículo 10 y lo regula en los artículos del 11 al 22. El Parlamento de Navarra ejerce la función legislativa, elige al Presidente de Navarra y controla la acción del Gobierno de Navarra.
Sus miembros son elegidos por sufragio universal, para un periodo de cuatro años. El Amejoramiento fijó para la composición del Parlamento una horquilla de entre 40 y 60 parlamentarios, dejando al desarrollo legislativo posterior la determinación concreta del número que de este modo ya desde la primera elección quedó fijado en 50 parlamentarios. Los parlamentarios cuentan con fuero de inviolabilidad por los votos y opiniones emitidos en el desarrollo de sus funciones.
Desde 2017 colabora con la iniciativa Parlamento Joven de Navarra.

### Composiciones históricas

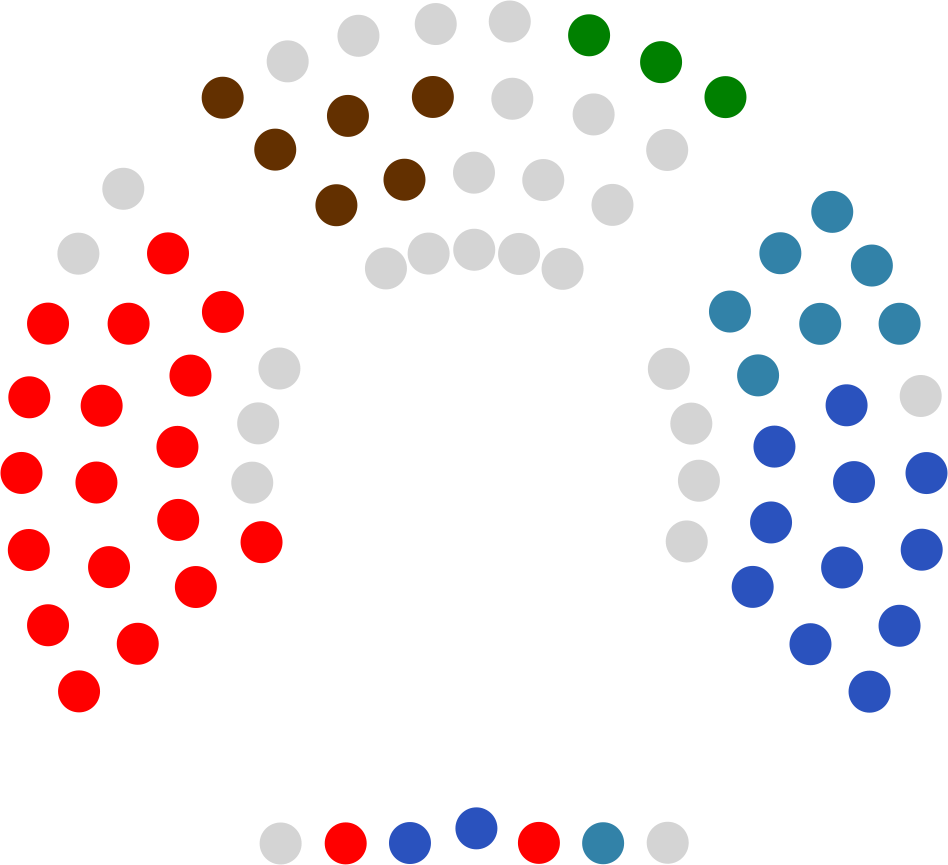
1983-1987
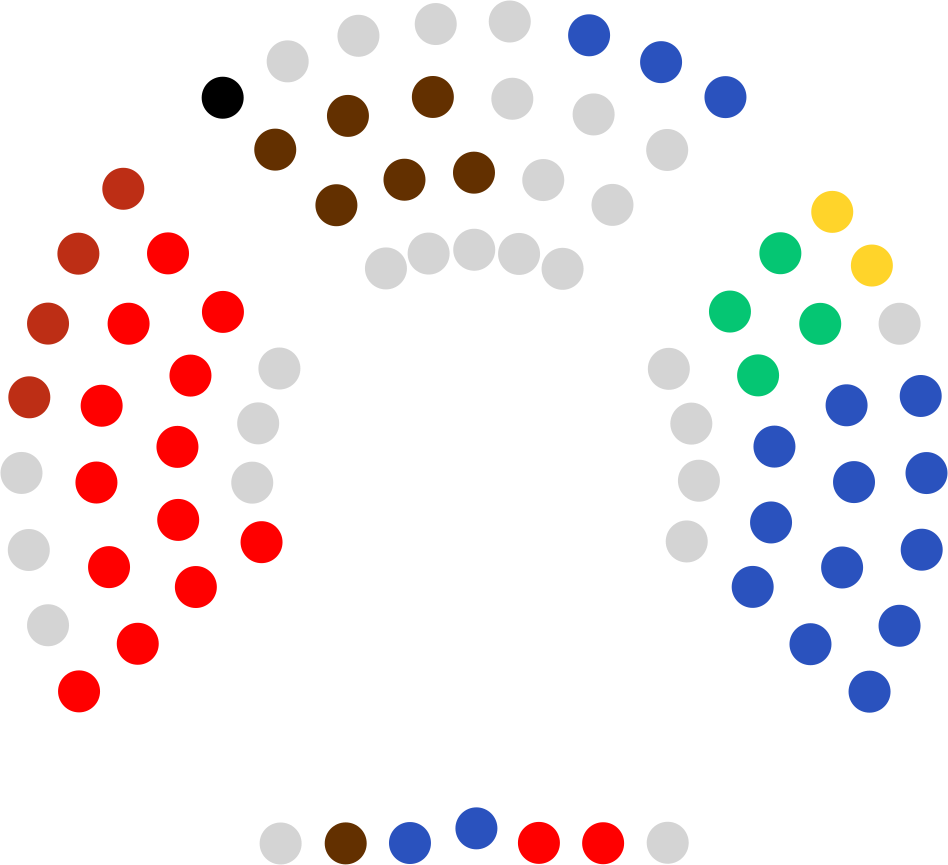
1987-1991
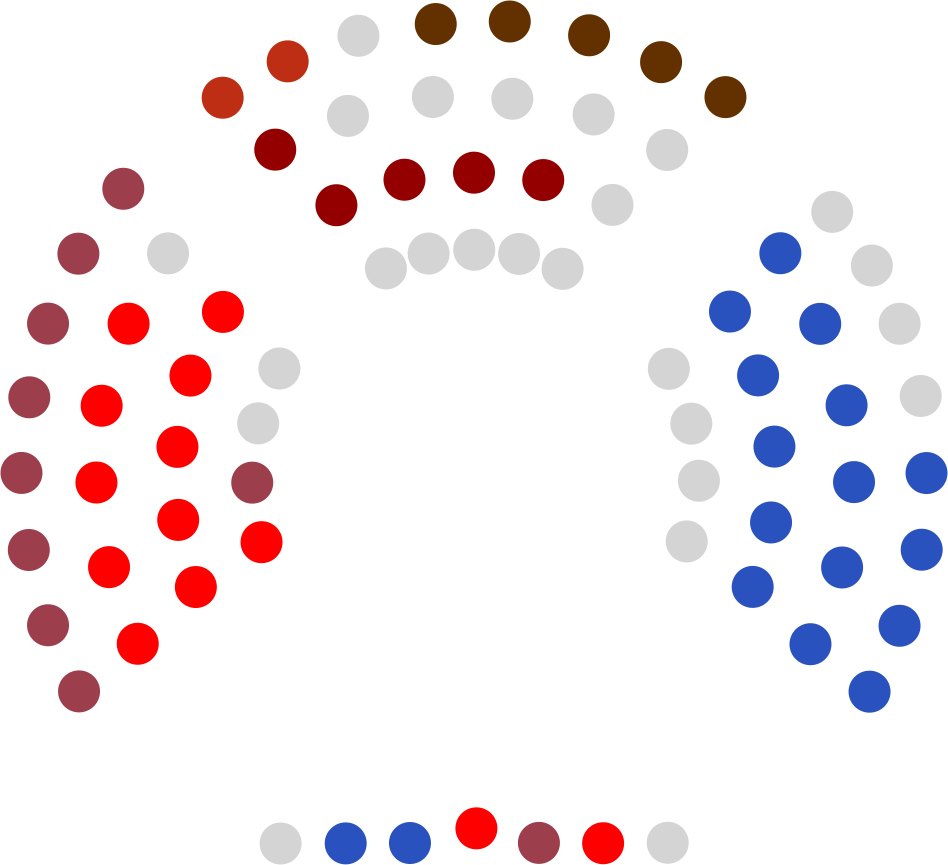
1995-1999
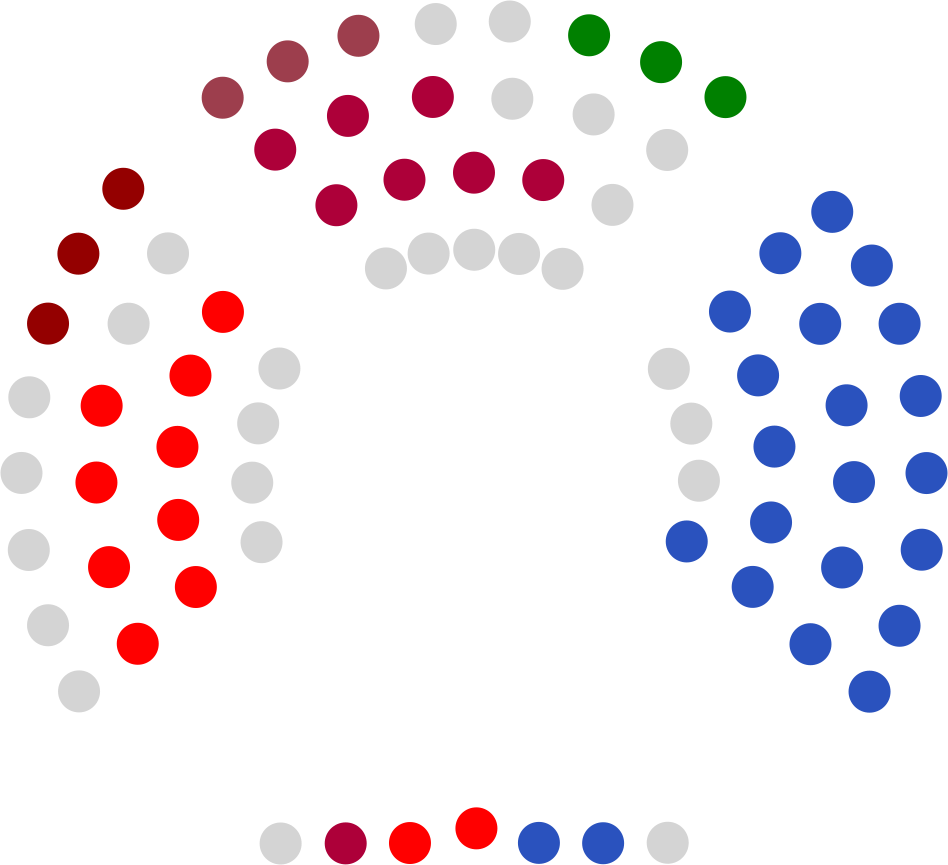
1999-2003
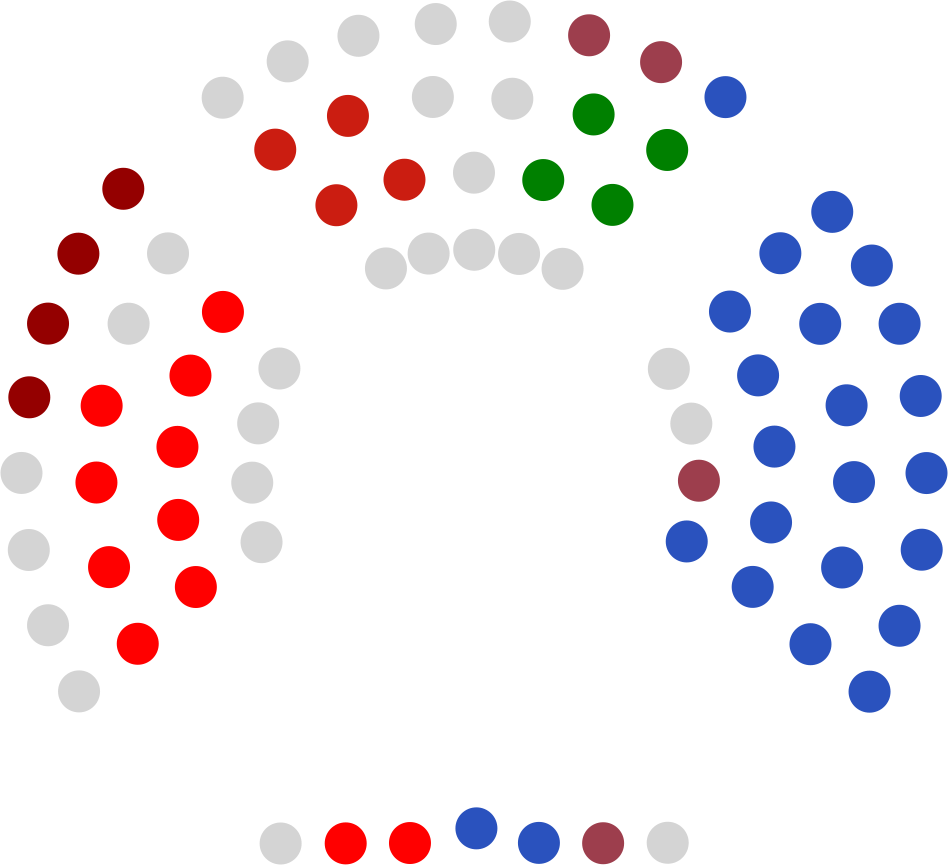
2003-2011
2011-2015
2015-2019
2019-2023
2023-Act.

## Funciones
- Representación del pueblo navarro;
- potestad Legislativa;
- aprobación de Presupuestos y Cuentas de Navarra;
- elegir al Presidente del Gobierno de Navarra;
- impulso y control del Gobierno de Navarra;
- designación de Senadores autonómicos;
- nombramiento del Defensor del Pueblo;
- nombramiento del Presidente de la Cámara de Comptos;
- ejercer la iniciativa prevista en la Disposición transitoria cuarta de la Constitución española de 1978;
- ejercer la iniciativa de para la separación de la comunidad autónoma en la que se hubiera incorporado.

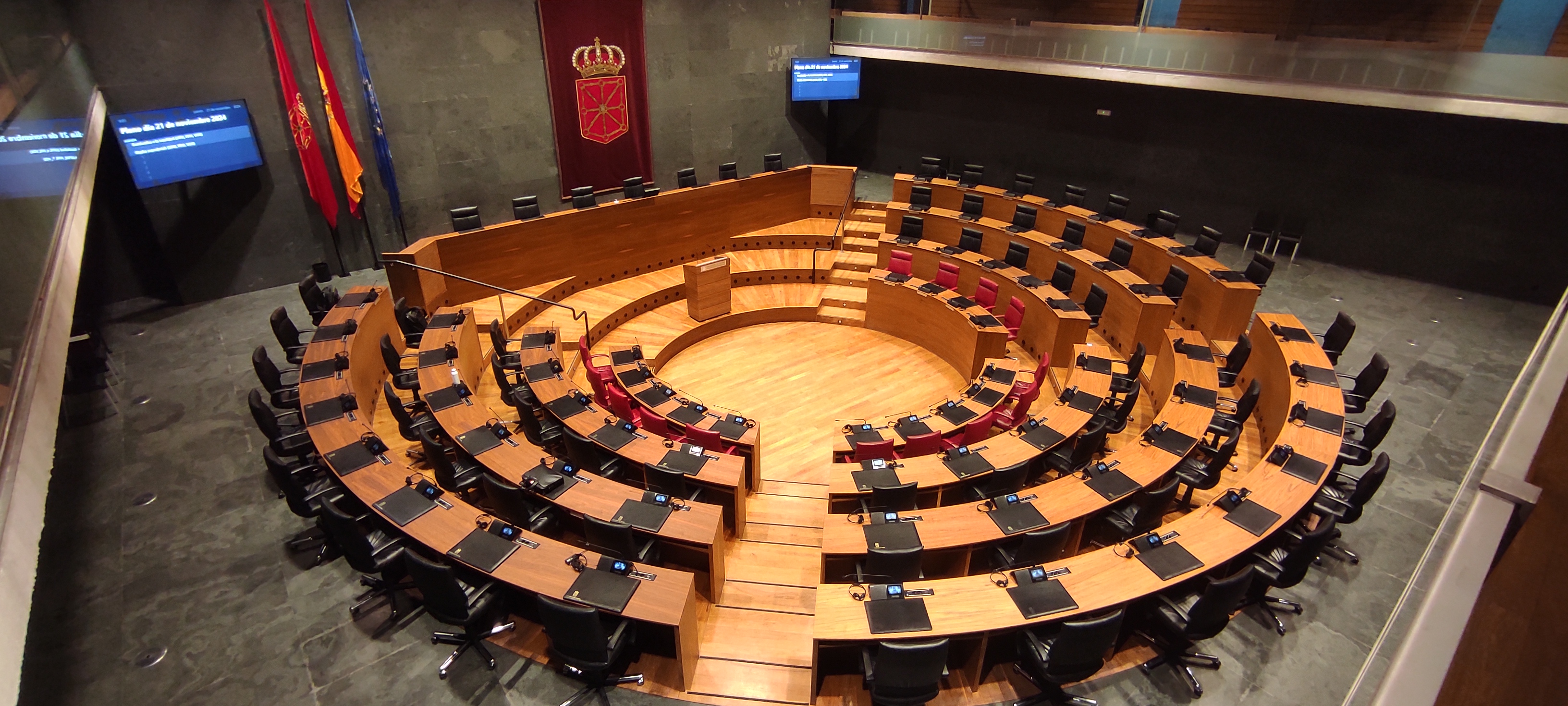
Interior del Parlamento de Navarra

## La sede: el Palacio de Justicia
El edificio del Parlamento se encuentra situado desde 2002 en el reformado edificio del antiguo Palacio de Justicia, sede de la antigua audiencia provincial, en el paseo de Sarasate del Primer Ensanche de Pamplona. Anteriormente, la sede parlamentaria estuvo ubicado en el Palacio de la Diputación Foral de Navarra en su entrada por la avenida de Carlos III, situado en el mismo paseo y enfrentado a este, mientras la sede administrativa del Parlamento de Navarra ocupaba unas oficinas de nueva planta levantadas en la calle Emilio Arrieta número 12, instalaciones actualmente ocupadas por la figura del Defensor del Pueblo de Navarra.
Este edificio fue la única construcción civil de carácter oficial que se levantó en el Primer Ensanche. Cierra el paseo de Sarasate y se encuentra en frente al Palacio de Navarra al otro extremo del mismo. En 1886 fue el arquitecto municipal, Blas Iranzo, el encargado de «formación de planos y condiciones para el nuevo proyecto de un Palacio de Justicia.» La grave enfermedad de Iranzo llevó a traspasar el encargo al entonces joven arquitecto Ángel Goicoechea que «el 5 de mayo de 1888 presentó dos proyectos diferentes con sus correspondientes presupuestos», pero la ejecución del trabajo fue encargado al arquitecto municipal Julián Arteaga Sáenz, que lo presentó en 1890. Las obras se iniciaron en 1891 y fueron paralizadas en seguida por impedimentos de la Real Academia de Bellas Artes de San Fernando que exigió varias correcciones del proyecto. En 1894 se retomaron las obras que finalizarían en 1897.
La parcela es irregular por lo que las fachadas tienen distintas dimensiones y está formado por tres plantas con grandes ventanales y combinación del ladrillo rojo y la piedra ocre de Tafalla. El cuerpo principal se acerca al clasicismo con empleo exclusivo de la piedra, mientras que los frontis secundarios están próximos al Eclecticismo.
Este edificio fue funcionalmente sede de la audiencia provincial hasta 1996. Para su reutilización como sede parlamentaria se reformó el interior respetando las fachadas y la crujía perimetral. Estas obras se finalizaron para el 2002 y fueron proyectadas y ejecutadas por Juan Miguel Otxotorena, Mariano González Presencio, Javier Pérez Herreras y José Vicente Valdenebro.
La crujía perimetral está ocupada por las oficinas, salas de reuniones, despachos y servicios. El vestíbulo y la cámara, esta de planta trapezoidal, ocupan el patio. El vestíbulo de gran tamaño está techado por un plano de vidrio casi horizontal por lo que tiene mucha luminosidad. Las fachadas interiores del patio, además de su suelo son todas de vidrio con aspecto de modernidad que contrasta con las fachadas exteriores.

## Presidentes

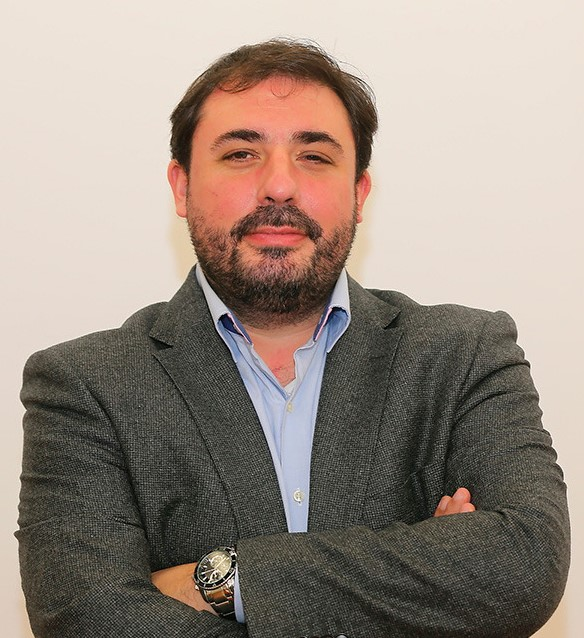
Unai Hualde, actual presidente del Parlamento de Navarra

Hasta 2015 la presidencia del parlamento siempre ha estado a cargo de Unión del Pueblo Navarro (UPN) o del Partido Socialista de Navarra (PSN), y hasta 2019 ningún presidente ha estado más de una legislatura en el cargo.
Por diferentes razones históricas el presidente del Parlamento de Navarra y el presidente del Gobierno de Navarra han pertenecido casi siempre a partidos distintos. Ha ocurrido así en los períodos 1979-1983 (presidente del gobierno de UCD y del parlamento del PSN), 1983-1984 (presidente del gobierno de UCD y del parlamento de UPN), 1984-1991 (presidente del gobierno del PSN y del parlamento de UPN), 1991-1995, 1996-2003 y 2007-2011 (presidente del gobierno de UPN y del parlamento del PSN), y 2015-2019 (presidente del gobierno de Geroa Bai y del parlamento de Podemos), y 2019-2023 (presidente del gobierno del PSN y del parlamento de Geroa Bai). Solo han coincidido, por tanto, en los períodos 1995-1996 (ambos presidentes del PSN), 2003-2007 y 2011-2015 (ambos presidentes de UPN).
| Legislatura      | Presidente/a                    | Presidente/a                       | Partido  | Inicio de mandato   | Fin de mandato      |
| ---------------- | ------------------------------- | ---------------------------------- | -------- | ------------------- | ------------------- |
| Constituyente    |                                 | Víctor Manuel Arbeloa Muru         | PSN-PSOE | 23 de abril de 1979 | 8 de junio de 1983  |
| I legislatura    |                                 | Balbino Bados Artiz                | UPN      | 8 de junio de 1983  | 4 de julio de 1987  |
| II legislatura   | Ignacio Javier Gómara Granada   | 4 de julio de 1987                 | UPN      | 24 de junio de 1991 |                     |
| III legislatura  |                                 | Javier Otano Cid                   | PSN-PSOE | 24 de junio de 1991 | 26 de junio de 1995 |
| IV legislatura   | María Dolores Eguren Apesteguía | 26 de junio de 1995                | PSN-PSOE | 2 de julio de 1999  |                     |
| V legislatura    | José Luis Castejón Garrués      | 2 de julio de 1999                 | PSN-PSOE | 18 de junio de 2003 |                     |
| VI legislatura   |                                 | Rafael Gurrea Induráin             | UPN      | 18 de junio de 2003 | 20 de junio de 2007 |
| VII legislatura  |                                 | Elena Torres Miranda               | PSN-PSOE | 20 de junio de 2007 | 15 de junio de 2011 |
| VIII legislatura |                                 | Alberto Prudencio Catalán Higueras | UPN      | 15 de junio de 2011 | 17 de junio de 2015 |
| IX legislatura   |                                 | Ainhoa Aznárez Igarza              | Podemos  | 17 de junio de 2015 | 19 de junio de 2019 |
| X legislatura    |                                 | Unai Hualde Iglesias               | GBai     | 19 de junio de 2019 | 16 de junio de 2023 |
| XI legislatura   | 16 de junio de 2023             | Unai Hualde Iglesias               | GBai     | En el cargo         |                     |

## Composición del Parlamento en la XI legislatura

### Resultado electoral
En las elecciones al Parlamento de Navarra de 2023, celebradas el domingo 28 de mayo, Unión del Pueblo Navarro ganó las elecciones, quedando el Partido Socialista de Navarra en segundo lugar, Euskal Herria Bildu en tercer lugar, Geroa Bai en cuarto lugar, el Partido Popular de Navarra en quinto lugar, Contigo-Zurekin en sexto lugar y Vox en último lugar. De este modo, los resultados en las elecciones fueron los siguientes:
| Elecciones al Parlamento de Navarra de 2023   |                                    |                    |        |         |           |             |
| Partido político                              | Partido político                   | Candidato          | Votos  | Votos   | Diputados | Diputados   |
|                                               | Unión del Pueblo Navarro           | Javier Esparza     | 92 392 | 28,01 % | 15        | Sin cambios |
|                                               | Partido Socialista de Navarra-PSOE | María Chivite      | 68 247 | 20,69 % | 11        | Sin cambios |
|                                               | Euskal Herria Bildu                | Laura Aznal        | 56 535 | 17,14 % | 9         | 2           |
|                                               | Geroa Bai                          | Uxue Barkos        | 43 660 | 13,24 % | 7         | 2           |
|                                               | Partido Popular de Navarra         | Javier García      | 24 019 | 7,28 %  | 3         | 1           |
|                                               | Contigo Navarra-Zurekin Nafarroa   | Begoña Alfaro      | 20 095 | 6,09 %  | 3         | Sin cambios |
|                                               | Vox                                | María Teresa Nosti | 14 197 | 4,30 %  | 2         | 2           |
| Fuente: Junta Electoral Provincial de Navarra |                                    |                    |        |         |           |             |

### Órganos del Parlamento

#### Mesa
En la constitución del Parlamento Foral tras las elecciones de 2023, fue elegida la mesa siguiente:
| Cargo                  | Titular                              | Partido  |
| ---------------------- | ------------------------------------ | -------- |
| Presidente             | Unai Hualde Iglesias                 | GBai     |
| Vicepresidenta primera | Ainhoa Unzu Garate                   | PSN-PSOE |
| Vicepresidente segundo | Juan Luis Sánchez de Muniáin Lacasia | UPN      |
| Secretaria primera     | Yolanda Ibáñez Pérez                 | UPN      |
| Secretario segundo     | Mikel Zabaleta Aramendia             | EH Bildu |

#### Grupos parlamentarios
El Parlamento está compuesto por 50 parlamentarios elegidos por sufragio universal.
La XI Legislatura del Parlamento de Navarra comenzó el 15 de junio de 2023 con la celebración de la sesión constitutiva de la cámara donde tomaron posesión los 50 parlamentarios electos en los comicios de mayo del mismo año.
| Grupo Parlamentario           | Grupo Parlamentario              | Integrantes                                      | Portavoz       | Escaños |
| ----------------------------- | -------------------------------- | ------------------------------------------------ | -------------- | ------- |
|                               | Unión del Pueblo Navarro         | Unión del Pueblo Navarro                         | Javier Esparza | 15      |
|                               | Partido Socialista de Navarra    | Partido Socialista de Navarra                    | Ramón Alzórriz | 11      |
|                               | EH Bildu Nafarroa                | Euskal Herria Bildu                              | Laura Aznal    | 9       |
|                               | Geroa Bai                        | Geroa Bai                                        | Pablo Azcona   | 7       |
|                               | Partido Popular de Navarra       | Partido Popular de Navarra                       | Javier García  | 3       |
|                               | Contigo Navarra-Zurekin Nafarroa | Podemos Navarra: 2 Izquierda Unida de Navarra: 1 | Carlos Guzmán  | 3       |
|                               | Mixto                            | Vox                                              | Emilio Jiménez | 1       |
|                               | No adscrita                      |                                                  | Maite Nosti    | 1       |
| Fuente: Parlamento de Navarra |                                  |                                                  |                |         |

#### Junta de Portavoces
| Cargo                         | Cargo                                            | Titular                              | Lista    |
| ----------------------------- | ------------------------------------------------ | ------------------------------------ | -------- |
| Presidente                    | Presidente                                       | Unai Hualde Iglesias                 | GBai     |
| Vicepresidenta primera        | Vicepresidenta primera                           | Ainhoa Unzu Garate                   | PSN-PSOE |
| Vicepresidente segundo        | Vicepresidente segundo                           | Juan Luis Sánchez de Muniáin Lacasia | UPN      |
| Secretaria primera            | Secretaria primera                               | Yolanda Ibáñez Pérez                 | UPN      |
| Secretario segundo            | Secretario segundo                               | Mikel Zabaleta Aramendia             | EH Bildu |
| Portavoces titulares          |                                                  |                                      |          |
|                               | Portavoz del GP Unión del Pueblo Navarro         | José Javier Esparza Abaurrea         | UPN      |
|                               | Portavoz del GP Partido Socialista de Navarra    | Ramón Alzórriz Goñi                  | PSN-PSOE |
|                               | Portavoz del GP EH Bildu Nafarroa                | Laura Aznal Sagasti                  | EH Bildu |
|                               | Portavoz del GP Geroa Bai                        | Pablo Azcona Molinet                 | GBai     |
|                               | Portavoz del GP Partido Popular de Navarra       | Javier García Jiménez                | PPN      |
|                               | Portavoz del GP Contigo Navarra-Zurekin Nafarroa | Begoña Alfaro García                 | CN-ZN    |
|                               | Portavoz de la AP Vox                            | María Teresa Nosti Izquierdo         | Vox      |
| Fuente: Parlamento de Navarra |                                                  |                                      |          |

#### Comisiones
| Comisiones del Parlamento de Navarra                                  |                                  |       |           |
| Comisión                                                              | Presidencia                      | Grupo | Grupo     |
| Régimen Foral                                                         | Ainhoa Unzu Garate               |       | PSN-PSOE  |
| Reglamento                                                            | Unai Hualde Iglesias             |       | Geroa Bai |
| Educación                                                             | Patricia Fanlo Mateo             |       | PSN-PSOE  |
| Salud                                                                 | Nuria Medina Santos              |       | PSN-PSOE  |
| Peticiones                                                            | María Aranzazu Biurrun Urpegui   |       | PSN-PSOE  |
| Convivencia y Solidaridad Internacional                               | Isabel Olave Ballarena           |       | NA+       |
| Presidencia, Igualdad, Función Pública e Interior                     | Jorge Aguirre Oviedo             |       | PSN-PSOE  |
| Ordenación del Territorio, Vivienda, Paisaje y Proyectos Estratégicos | Pablo Azcona Molinet             |       | Geroa Bai |
| Cohesión Territorial                                                  | María Virginia Magdaleno Alegría |       | PSN-PSOE  |
| Economía y Hacienda                                                   | Isabel Aramburu Bergua           |       | Geroa Bai |
| Desarrollo Económico y Empresarial                                    | María Roncesvalles Solana Arana  |       | Geroa Bai |
| Políticas Migratorias y Justicia                                      | Nuria Medina Santos              |       | PSN-PSOE  |
| Derechos Sociales                                                     | María Aranzazu Biurrun Urpegui   |       | PSN-PSOE  |
| Relaciones Ciudadanas                                                 | Jabi Arakama Urtiaga             |       | Geroa Bai |
| Universidad, Innovación y Transformación Digital                      | Mikel Asiain Torres              |       | Geroa Bai |
| Desarrollo Rural y Medio Ambiente                                     | Blanca Isabel Regúlez Álvarez    |       | Geroa Bai |
| Cultura y Deporte                                                     | Isabel Olave Ballarena           |       | NA+       |

## Senadores designados por el Parlamento de Navarra
Una de las funciones que desempeña el Parlamento de Navarra es la designación del senador que deben representar a la Comunidad Foral de Navarra, conforme a lo previsto en la Constitución y en la forma que determine la Ley de Designación de Senadores en representación de la Comunidad Foral de Navarra.
La designación de la senadora navarra se produjo el día 21 de septiembre de 2023 en el Parlamento de Navarra. Así, se eligió al representante propuesta por Geroa Bai, Miren Uxue Barcos Berruezo, con 21 votos a favor (11 del PSN-PSOE, 7 de Geroa Bai y 3 de Contigo-Zurekin). Se registraron también 18 votos (15 del UPN y 3 del PPN) a favor del otro candidato, Juan José Echeverría (UPN), y 11 votos en blanco (9 de EH Bildu y 2 de Vox).

## Composición histórica del Parlamento de Navarra
| Histórico de escaños por elecciones | Histórico de escaños por elecciones | Histórico de escaños por elecciones | Histórico de escaños por elecciones | Histórico de escaños por elecciones | Histórico de escaños por elecciones | Histórico de escaños por elecciones | Histórico de escaños por elecciones | Histórico de escaños por elecciones | Histórico de escaños por elecciones | Histórico de escaños por elecciones | Histórico de escaños por elecciones | Histórico de escaños por elecciones |
| Candidatura                         | 1979                                | 1983                                | 1987                                | 1991                                | 1995                                | 1999                                | 2003                                | 2007                                | 2011                                | 2015                                | 2019                                | 2023                                |
| ----------------------------------- | ----------------------------------- | ----------------------------------- | ----------------------------------- | ----------------------------------- | ----------------------------------- | ----------------------------------- | ----------------------------------- | ----------------------------------- | ----------------------------------- | ----------------------------------- | ----------------------------------- | ----------------------------------- |
| UPN                                 | 13                                  | 13                                  | 14                                  | 20                                  | 17                                  | 22                                  | 23                                  | 22                                  | 19                                  | 15                                  |                                     | 15                                  |
| PSN-PSOE                            | 15                                  | 20                                  | 15                                  | 19                                  | 11                                  | 11                                  | 11                                  | 12                                  | 9                                   | 7                                   | 11                                  | 11                                  |
| EH Bildu                            |                                     |                                     |                                     |                                     |                                     |                                     |                                     |                                     |                                     | 8                                   | 7                                   | 9                                   |
| GBai                                |                                     |                                     |                                     |                                     |                                     |                                     |                                     |                                     |                                     | 9                                   | 9                                   | 7                                   |
| PP                                  |                                     |                                     |                                     |                                     |                                     |                                     |                                     |                                     | 4                                   | 2                                   |                                     | 3                                   |
| CN-ZN                               |                                     |                                     |                                     |                                     |                                     |                                     |                                     |                                     |                                     |                                     |                                     | 3                                   |
| Vox                                 |                                     |                                     |                                     |                                     |                                     |                                     |                                     |                                     |                                     |                                     |                                     | 2                                   |
| NA+                                 |                                     |                                     |                                     |                                     |                                     |                                     |                                     |                                     |                                     |                                     | 20                                  |                                     |
| Podemos                             |                                     |                                     |                                     |                                     |                                     |                                     |                                     |                                     |                                     | 7                                   | 2                                   |                                     |
| I-E                                 |                                     |                                     |                                     |                                     |                                     |                                     |                                     |                                     | 3                                   | 2                                   | 1                                   |                                     |
| NaBai                               |                                     |                                     |                                     |                                     |                                     |                                     |                                     | 12                                  | 8                                   |                                     |                                     |                                     |
| Bildu                               |                                     |                                     |                                     |                                     |                                     |                                     |                                     |                                     | 7                                   |                                     |                                     |                                     |
| IUN                                 |                                     |                                     |                                     | 2                                   | 5                                   | 3                                   | 4                                   | 2                                   |                                     |                                     |                                     |                                     |
| CDN                                 |                                     |                                     |                                     |                                     | 10                                  | 3                                   | 4                                   | 2                                   |                                     |                                     |                                     |                                     |
| EA-PNV                              |                                     |                                     |                                     |                                     |                                     | 3                                   | 4                                   |                                     |                                     |                                     |                                     |                                     |
| Aralar                              |                                     |                                     |                                     |                                     |                                     |                                     | 4                                   |                                     |                                     |                                     |                                     |                                     |
| EH                                  |                                     |                                     |                                     |                                     |                                     | 8                                   |                                     |                                     |                                     |                                     |                                     |                                     |
| HB                                  | 9                                   | 6                                   | 7                                   | 6                                   | 5                                   |                                     |                                     |                                     |                                     |                                     |                                     |                                     |
| EA                                  |                                     |                                     | 4                                   | 3                                   | 2                                   |                                     |                                     |                                     |                                     |                                     |                                     |                                     |
| CDS                                 |                                     |                                     | 4                                   |                                     |                                     |                                     |                                     |                                     |                                     |                                     |                                     |                                     |
| UDF                                 |                                     |                                     | 3                                   |                                     |                                     |                                     |                                     |                                     |                                     |                                     |                                     |                                     |
| AP                                  |                                     |                                     | 2                                   |                                     |                                     |                                     |                                     |                                     |                                     |                                     |                                     |                                     |
| EE                                  |                                     |                                     | 1                                   |                                     |                                     |                                     |                                     |                                     |                                     |                                     |                                     |                                     |
| AP-PDP-UL                           |                                     | 8                                   |                                     |                                     |                                     |                                     |                                     |                                     |                                     |                                     |                                     |                                     |
| PNV                                 |                                     | 3                                   |                                     |                                     |                                     |                                     |                                     |                                     |                                     |                                     |                                     |                                     |
| UCD                                 | 20                                  |                                     |                                     |                                     |                                     |                                     |                                     |                                     |                                     |                                     |                                     |                                     |
| Amaiur                              | 7                                   |                                     |                                     |                                     |                                     |                                     |                                     |                                     |                                     |                                     |                                     |                                     |
| NV                                  | 3                                   |                                     |                                     |                                     |                                     |                                     |                                     |                                     |                                     |                                     |                                     |                                     |
| EKA                                 | 1                                   |                                     |                                     |                                     |                                     |                                     |                                     |                                     |                                     |                                     |                                     |                                     |
| UNAI                                | 1                                   |                                     |                                     |                                     |                                     |                                     |                                     |                                     |                                     |                                     |                                     |                                     |
| IFN                                 | 1                                   |                                     |                                     |                                     |                                     |                                     |                                     |                                     |                                     |                                     |                                     |                                     |

### Histórico de distribución de escaños
| 9  | 1    | 1   | 7      | 15       | 3  | 1   | 20  | 13  |
| HB | UNAI | EKA | Amaiur | PSE-PSOE | NV | IFN | UCD | UPN |

| 6  | 20  | 3   | 13  | 8         |
| HB | PSN | PNV | UPN | AP-PDP-UL |

| 7  | 1  | 15  | 4  | 4   | 3   | 14  | 2  |
| HB | EE | PSN | EA | CDS | UDF | UPN | AP |

| 6  | 2   | 19  | 3  | 20  |
| HB | IUN | PSN | EA | UPN |

| 5  | 5     | 11  | 2  | 10  | 17  |
| HB | IU-EB | PSN | EA | CDN | UPN |

| 8  | 3     | 11  | 3      | 3   | 22  |
| EH | IU-EB | PSN | EA-PNV | CDN | UPN |

| 4      | 4     | 11  | 4      | 4   | 23  |
| Aralar | IU-EB | PSN | EA-PNV | CDN | UPN |

| 2     | 12    | 12  | 2   | 22  |
| IU-EB | NaBai | PSN | CDN | UPN |

| 7     | 3   | 8     | 9   | 19  | 4   |
| Bildu | I-E | NaBai | PSN | UPN | PPN |

| 8        | 2   | 7       | 9    | 7   | 15  | 2   |
| EH Bildu | I-E | Podemos | GBai | PSN | UPN | PPN |

| 7        | 1   | 2    | 9    | 11  | 20  |
| EH Bildu | I-E | Pod. | GBai | PSN | NA+ |

| 9        | 3     | 7    | 11  | 15  | 3   | 2   |
| EH Bildu | CN-NZ | GBai | PSN | UPN | PPN | Vox |